# 10 Brygada Zmechanizowana (Bundeswehra)
10 Brygada Zmechanizowana (10 Brygada Grenadierów Pancernych) (niem. Panzergrenadierbrigade 10) – zmechanizowany związek taktyczny Bundeswehry.
W okresie zimnej wojny Brygada wchodziła w skład 4 Dywizji Zmechanizowanej i przewidziana była do działań w pasie Centralnej Grupy Armii.

## Struktura organizacyjna
| Organizacja PzGrenBrig 10 w 1989 | Organizacja PzGrenBrig 10 w 1989    | Organizacja PzGrenBrig 10 w 1989 |
| Godło                            | Pododdział                          | Miejsce stacjonowania            |
| -------------------------------- | ----------------------------------- | -------------------------------- |
|                                  | dowództwo brygady                   | Weiden in der Oberpfalz          |
|                                  | 101 batalion grenadierów pancernych | Weiden in der Oberpfalz          |
|                                  | 102 batalion grenadierów pancernych | Bayreuth                         |
|                                  | 103 batalion grenadierów pancernych | Ebern                            |
|                                  | 104 batalion pancerny               | Pfreimd                          |
|                                  | 105 batalion artylerii              | Weiden in der Oberpfalz          |